# Hermann Hirt
Hermann Hirt (auch als Herman Hirt, * 19. Dezember 1865 in Magdeburg; † 12. September 1936 in Gießen) war ein deutscher Indogermanist.
Nach dem Studium der Indogermanischen Sprachwissenschaft an den Universitäten Leipzig und Freiburg promovierte Hirt 1889 an der Universität Leipzig, wo er 1891 auch habilitierte. 1891–1896 arbeitete Hirt als Privatdozent für Indoeuropäische Sprachen an der Philosophischen Fakultät der Universität Leipzig, gefolgt von einer außerordentlichen Professur für Indogermanische Sprachwissenschaft 1896–1912 dort. Von 1912 bis zu seinem Tode 1936 war Hirt ordentlicher Professor für Sanskrit und Indogermanische Sprachwissenschaft an der Universität Gießen.
Hirt leistete grundlegende Beiträge zur Untersuchung von Akzent und Ablaut der Indogermanischen Ursprache. Seine Indogermanische Grammatik wurde zwischen 1921 und 1927 in sieben Bänden veröffentlicht. Eine Neuauflage dieser Bände erschien im November 2009 als Paperback bei Cambridge University Press.
Hirt stand den Archäologen bei, die behaupteten, dass sich die Urheimat der Indogermanen in der norddeutschen bis russischen Tiefebene liegen musste. In seiner Stammesgesellschaft herrschte eine Bauerndemokratie. Erst während der Expansion hatten sich die Eroberer als Aristokratie niedergelassen. Dieses Bild der Germanen, nicht ein nazistisches, war im 19. Jahrhundert üblich.
Außerdem übte Hirt Kritik an den rassistisch-anthropologischen Spekulationen über die Indogermanen; er warnte u. a. vor dem Risiko, die urindoeuropäische Ära als eine goldene Zeit zu beschreiben. Er schätzte Arbeiten wert, die die Germanen mit „rassenfremden“ Völkern verglichen.

## Schriften (Auswahl)
- Der indogermanische Akzent. Ein Handbuch. Straßburg 1895.
- Etymologie der neuhochdeutschen Sprache. München 1909.
- Indogermanische Grammatik. 7 Bände. Heidelberg 1921–1937.
- Geschichte der deutschen Sprache. 2. Auflage. München 1929.
- Handbuch des Urgermanischen. 3 Teile. Heidelberg 1931–1934.
- Die Indogermanen. Ihre Verbreitung, ihre Urheimat und ihre Kultur. 2 Bände. Straßburg 1905–1907.

## Über Hermann Hirt
- Winfred P. Lehmann: Theoretical Bases of Indo-European Linguistics. Taylor & Francis Ltd., 1996, ISBN 978-0-415-13850-5 (englisch).
- Günter Neumann: Hirt, Hermann. In: Neue Deutsche Biographie (NDB). Band 9, Duncker & Humblot, Berlin 1972, ISBN 3-428-00190-7, S. 235 f. (Digitalisat).